# Nomada kornosica
Nomada kornosica is een vliesvleugelig insect uit de familie bijen en hommels (Apidae). De wetenschappelijke naam van de soort is voor het eerst geldig gepubliceerd in 1958 door Mavromoustakis.